# Ranunculus haastii
Ranunculus haastii är en ranunkelväxtart som beskrevs av Joseph Dalton Hooker. Ranunculus haastii ingår i släktet ranunkler, och familjen ranunkelväxter. Inga underarter finns listade i Catalogue of Life.